# Дело (Италия)
Вижте пояснителната страница за други значения на Дело.
Дѐло (на италиански: Dello, на източноломбардски: Dèl, Дел) е градче и община в Северна Италия, провинция Бреша, регион Ломбардия. Разположено е на 84 m надморска височина. Населението на общината е 5667 души (към 2013 г.).